# Vermandovillers
Vermandovillers (picardisch: Vèrminduvilé) ist eine nordfranzösische Gemeinde mit 150 Einwohnern (Stand 1. Januar 2022) im Département Somme in der Region Hauts-de-France. Die Gemeinde gehört zum Kanton Ham und ist Teil der Communauté de communes Terre de Picardie.

## Geographie
Die Gemeinde liegt rund 3,5 km nordnordwestlich von Chaulnes in der Santerre. Das Gemeindegebiet erstreckt sich im Norden bis zur Autoroute A29 und im Süden bis an das Gemeindegebiet von Chaulnes.

## Geschichte
Im Gebiet von Vauvillers wurden Reste einer gallorömischen Villa gefunden.
Im Ersten Weltkrieg fand ein erstes Gefecht bei Vermandovillers am 24. September 1914 statt. 
Vom 4. bis zum 9. September 1916 folgte die Schlacht von Vermandovillers. 
Das Dorf Vermandovillers lag ca. 200 m östlich hinter der 1. Grabenlinie der deutschen Armee und wurde durch Einheiten der 11. Infanterie-Division gehalten. Die 2. Grabenlinie lag beim Dorf Ablaincourt. Zwischen Herbst 1914 und dem Beginn der Schlacht an der Somme hatten die Deutschen die Linie durch betonierte Unterstände mit Maschinengewehren abgesichert.
Die Schlacht von Vermandovillers begann am 4. September 1916 mit einem Angriff der französischen 132. Division vom nordöstlich des Dorfes gelegenen Bois Étoilé aus, der im Abwehrfeuer der Deutschen liegen blieb. Die deutschen Stellungen wurden von dem Grenadier-Regiment 10, dem Füsilier-Regiment 38 und dem Infanterie-Regiment 51 verteidigt. Ab dem 6. September 1916 wurden Einheiten weiterer französischer Divisionen, der 13., der 43. sowie der 51., eingesetzt. Die französischen Einheiten erlitten schwere Verluste, drei der eingesetzten Brigaden verloren insgesamt ca. 4200 Mann. Am 9. September 1916 wurde dieser Angriff aus Mangel an Soldaten beendet. Im Anschluss kam es zu fortgesetzten heftigen Artillerieduellen und Sondierungsangriffen aus den Grabenabschnitten der französischen Truppen.
Am 17. September 1916 wurde noch einmal ein Angriffsversuch gestartet, der durch das französische 86. Infanterie-Regiment vorgetragen wurde. Der Angriff wurde durch heftiges Artilleriefeuer schwerer Kaliber vorbereitet, das Vermandovillers praktisch pulverisierte. Des Weiteren wurden die vorderen Grabenlinien ständig von Kampfflugzeugen mit MG-Feuer und Bomben belegt. Die Deutschen hatten ihre Artillerie zurückgehalten und setzten sie erst massiv ein, als der Angriff der Franzosen begann. Die Artillerievorbereitung hatte es nicht vermocht, die MG-Stellungen der Deutschen auszuschalten. Der Angriff wurde unter schweren französischen Verlusten vorgetragen. Die deutschen Truppen wurden aus dem Dorf vertrieben und hielten Stellungen am Ostrand des Dorfes am Bois Kalner.
In den Kämpfen wurde das Dorf zerstört. Es wurde erst am 11. Oktober 1916 vollständig eingenommen.
Die Gemeinde erhielt als Auszeichnung das Croix de guerre 1914–1918.

## Einwohner
| 1962 | 1968 | 1975 | 1982 | 1990 | 1999 | 2006 | 2010 |
| ---- | ---- | ---- | ---- | ---- | ---- | ---- | ---- |
| 154  | 155  | 138  | 116  | 116  | 119  | 112  | 135  |

## Verwaltung
Bürgermeister (maire) ist seit 2001 Raphaël Poupard.

## Sehenswürdigkeiten
- Die moderne Kirche Saint-Martin
- der vom Volksbund Deutsche Kriegsgräberfürsorge betreute große deutsche Soldatenfriedhof Vermandovillers für 22.632 Kriegstote aus dem Ersten Weltkrieg mit Gräbern von Alfred Lichtenstein und Reinhard Sorge

## Persönlichkeiten
- Edme Victor Bertrand (1769–1814), Brigadegeneral des Ersten Kaiserreichs, ist hier verstorben